# Jean Taillandier
Pour les articles homonymes, voir Taillandier (homonymie).
Jean Taillandier, né le 22 janvier 1938 à Auzances (Creuse), est un footballeur français évoluant au poste de gardien de but. Comptant 3 sélections avec l'équipe de France en 1960, il participera la même année à l'Euro 1960 où « les Bleus » termineront 4e. 

## Biographie
Il joue au Racing club de Paris, au Racing Club de Lens et termine sa carrière à l'AS Cannes.
Il compte trois sélections en équipe de France A en 1960.

## Carrière
- 1955-1964 : Racing Paris
- 1964-1968 : RC Lens
- 1968-1969 : AS Cannes [2]